# Parahyaenodon
Parahyaenodon — вимерлий рід хижих, що жив у Аргентині (3 колекції). Рід містить такі види: Parahyaenodon argentinus.